# 3422 Reid
3422 Reid este un asteroid din centura principală, descoperit pe 28 iulie 1978 de Perth Obs..